# Francesco Satolli
Francesco di Paola Satolli (ur. 21 lipca 1839 w Marsciano, zm. 8 stycznia 1910 w Rzymie) – włoski duchowny katolicki, wysoki urzędnik Kurii Rzymskiej, kardynał.

## Życiorys
Studiował w seminarium w rodzinnej diecezji Perugia (doktorat z filozofii), a następnie na uniwersytecie La Sapienza w Rzymie (doktorat z teologii). Święcenia kapłańskie otrzymał 14 czerwca 1862 z rąk biskupa Perugii Gioacchino Vincenzo Raffaele Luigi Pecci (przyszłego papieża Leona XIII). W latach 1864–1870 był profesorem seminarium w Perugii, a od 1870 proboszczem w rodzinnym miasteczku. W 1872 przeniesiony do Montecassino. Pracował następnie w Rzymie kolejno na kilku uczelniach, dochodząc nawet do funkcji rektora.
1 czerwca 1888 otrzymał nominację na tytularnego arcybiskupa Lepanto. Konsekrowany w Rzymie przez kardynała Raffaele Monaco La Valletta. W 1889 reprezentował papieża podczas uroczystości setnej rocznicy ustanowienia hierarchii katolickiej w USA, które miały miejsce w Baltimore. Wygłosił też przemówienie podczas inauguracji Katolickiego Uniwersytetu Ameryki. W 1892 powrócił tam ponownie i wziął udział w spotkaniu arcybiskupów amerykańskich w Nowym Jorku, gdzie sformułowano czternaście propozycji dotyczących rozwiązania problemów szkolnych, które od pewnego czasu były przedmiotem dyskusji. Wygłosił następnie na Uniwersytecie Ameryki cykl wykładów na temat filozofii św. Tomasza. 14 stycznia 1893 został mianowany pierwszym delegatem apostolskim do USA. W 1895 otrzymał kapelusz kardynalski, a od grudnia 1896 pełnił funkcję archiprezbitera bazyliki laterańskiej. 21 lipca 1897 został prefektem Świętej Kongregacji ds. Studiów. W 1903 podniesiony do rangi kardynała-biskupa Frascati. Brał udział w konklawe 1903. Wśród biskupów, których konsekrował było trzech przyszłych kardynałów: Angelo Maria Dolci, William O’Connell i Denis Dougherty. Pochowany na cmentarzu Campo Verano.